# Rudolf Weigl

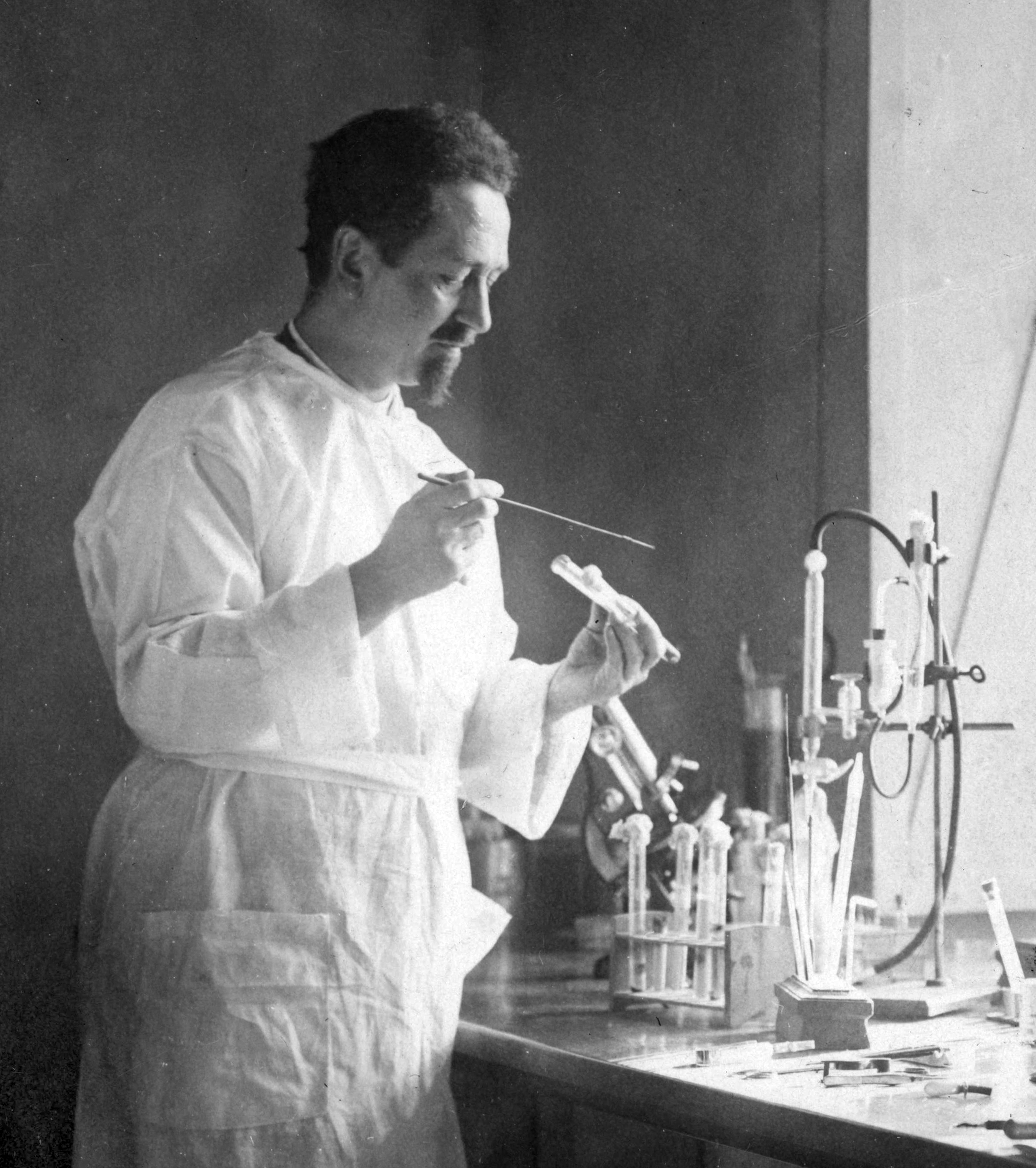
Rudolf Weigl in zijn lab

Rudolf Stefan Jan Weigl (Přerov, 2 september 1883 – Zakopane, 11 augustus 1957) was een Pools bioloog, immunoloog en uitvinder, vooral bekend van het ontwikkelen van het eerste effectieve vaccin tegen epidemische vlektyfus. In de jaren ’30 werd hij 9 keer genomineerd voor de Nobelprijs voor Fysiologie of Geneeskunde. Tijdens de Holocaust redde Weigl duizenden Joden het leven met zijn ontwikkeling van het vaccin tegen tyfus en door het verschaffen van onderduikadressen aan mensen die in Lviv (Polen) vervolgd werden door de nazi’s. In 2003 werd hem door Yad Vashem postuum de eretitel Rechtvaardige onder de Volkeren verleend.

## Jeugd
Rudolf Weigl groeide op in Přerov in  Moravië. Hij stamde uit een Duits-Boheemse familie. Na de dood van zijn vader verhuisde het gezin naar Jasło en nam — onder invloed van Weigls stiefvader — de Galicisch-Poolse cultuur over. Weigl bezocht daar en later in Stryj gymnasia, waarna hij natuurwetenschappen ging studeren aan de Nationale Ivan Franko-universiteit van Lviv. Hij promoveerde vervolgens en legde zich — na habilitatie — toe op de zoölogie, de vergelijkende anatomie en de histologie.

## Eerste Wereldoorlog en tyfus

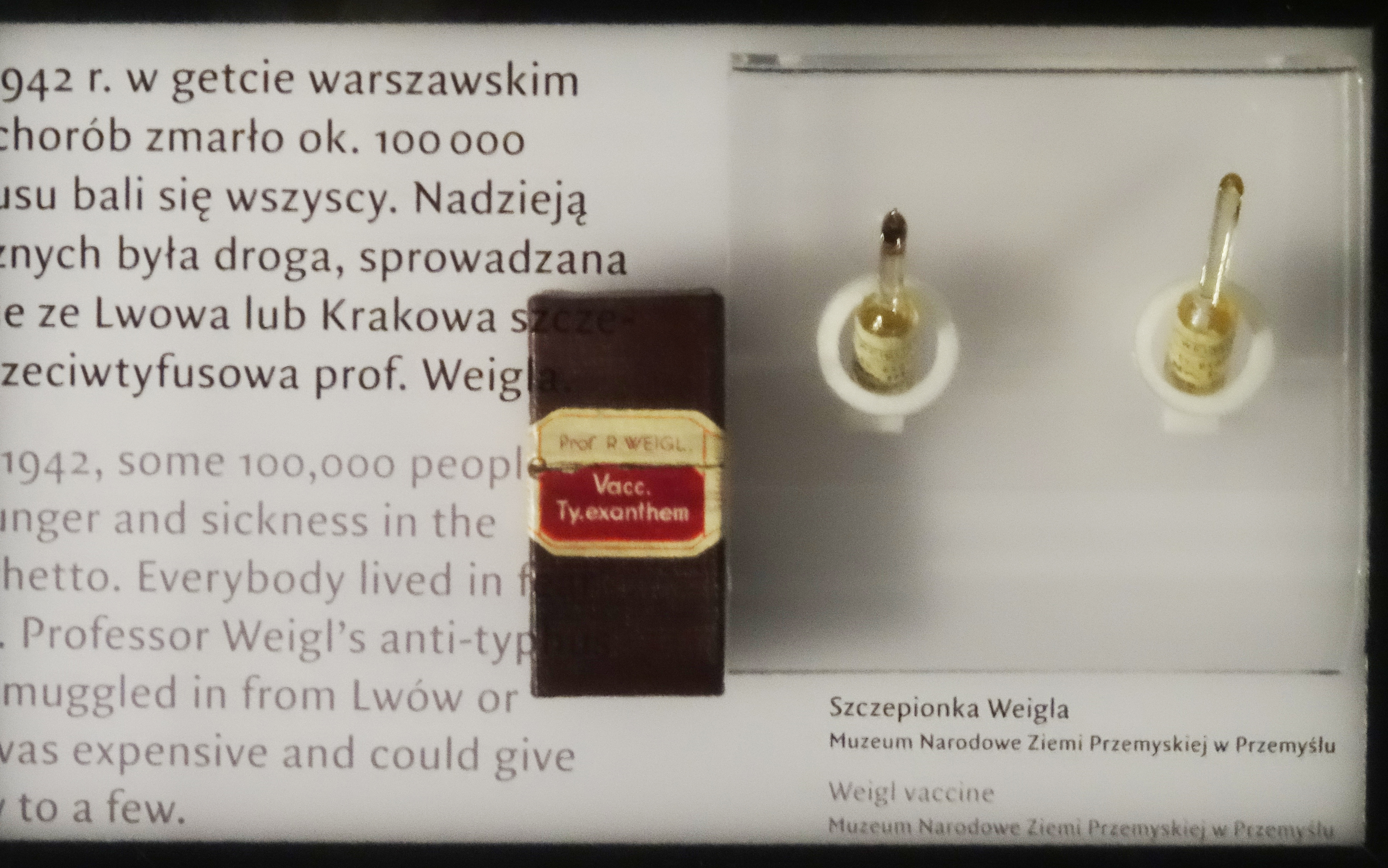
Weigls vaccin tegen epidemische vlektyfus

Bij het uitbreken van de Eerste Wereldoorlog werd de dienstplichtige Weigl ondergebracht bij de militaire medische dienst van het Oostenrijks-Hongaars leger in een militair ziekenhuis in Przemyśl, waar hij begon met onderzoek naar epidemische ziekten. Zijn onderzoek naar vlektyfus leidde tot een entstof daartegen.
In de eerste jaren na de oorlog werkte Weigl hieraan in hetzelfde laboratorium verder, nu voor de Poolse strijdkrachten. Vanaf 1920 was hij hoogleraar in de biologie aan de Nationale Ivan Franko-universiteit van Lviv en verwierf een zekere wereldfaam met zijn werk. Een Nobelprijs viel hem, ondanks negen nominaties, echter niet toe.

## Tweede Wereldoorlog
Kort na het uitbreken van de Tweede Wereldoorlog keerde Weigl terug van onderzoeksactiviteiten in het Keizerrijk Ethiopië. In het kader van het Molotov-Ribbentroppact nam het leger van de Sovjet-Unie de bezetting van de door de Duitsers ingenomen stad Lviv over. Weigl kon er zijn onderzoek onder het sovjetbewind voortzetten en de productie van het vaccin nam significant toe.
Ook na de inname van Lviv door de Duitsers tijdens operatie Barbarossa (30 juni 1941) kon Weigl doorgaan met zijn werk, al weigerde hij de Deutsche Volksliste te ondertekenen. Weigl nam veel vrienden en (oud)-collegae aan — onder meer Stefan Banach, Ludwik Fleck, Bronisław Knaster en Władysław Orlicz — voor zijn vaccinproductie, die hij van de bezetters moest uitbreiden. Daarmee voorkwam hij de internering en mogelijke executie van ongeveer 2000 Poolse intellectuelen, Joden en leden van het Poolse verzet. Op basis van een schatting wordt aangenomen dat Weigls vaccins tijdens het nazi-regime het leven van ongeveer 5000 mensen hebben gered, nadat zij de getto’s van Warschau en Lviv en verscheidene concentratiekampen waren binnen gesmokkeld.

## Oostblok
Na de oorlog kwam Polen onder de invloedssfeer van de Sovjet-Unie te vallen. De stad Lviv werd Oekraïens. Weigl verhuisde daarom naar Krakau, waar hij voorzitter werd van het Algemene Instituut voor Microbiologie aan de Jagiellonische Universiteit. Later bekleedde hij de leerstoel Biologie aan de medische faculteit van de Adam Mickiewicz-Universiteit in  Poznań. In 1951 ging Weigl met emeritaat; de productie van zijn vaccin ging nog enkele jaren door.
De communistische machtshebbers negeerden zijn verdiensten, die derhalve pas na die Wende in 1989 officieel erkenning kregen. Zijn deelname aan vaccinatiecampagnes tegen tyfus via de Belgische Katholieke Missies in China hadden hem al wel bekendheid bezorgd.
Weigl is begraven op het historisch kerkhof Cmentarz Rakowicki in Krakau. Na zijn dood is in Lviv het Weigl-instituut opgericht.

## Onderscheidingen
Rudolf Weigl zijn de volgende onderscheidingen ten deel gevallen.
- Commandeur in de Orde van de Poolse Restituta (1930)
- Leopoldsorde (1937)
- Ridder Grootkruis in de Orde van Sint-Gregorius de Grote (1938)
- Commandeur met Ster in de Orde van de Poolse Restituta (1957)
- Rechtvaardige onder de Volkeren (2003)

Daarnaast was hij (ere)lid van diverse academia, waaronder de Académie royale de médecine de Belgique.

## Trivia
- Het Weigl-instituut vormde een prominent decor in de Poolse avant-garde-film The Third Part of the Night (Pools: Trzecia część nocy) van Andrzej Żuławski uit 1971.
- Als eerbetoon bij zijn 138e verjaardag kreeg Weigl een Google Doodle toegekend.[11]

- Gemeinsame Normdatei: 119467798
- International Standard Name Identifier: 0000 0001 0980 6498
- Library of Congress Control Number: no2003054242
- Nationale Bibliotheek van Tsjechië: js20191029331
- Nationale Bibliotheek van Israël: 987007511686305171
- Nederlandse Thesaurus van Auteursnamen: 380463792
- Virtual International Authority File: 64817972
- WorldCat: E39PBJkp3mgKRdy7bDhxTFPmh3